# Chung kết Cúp C1 châu Âu 1976
Trận chung kết Cúp C1 châu Âu năm 1976 là trận chung kết thứ hai mươi mốt của Cúp các đội vô địch bóng đá quốc gia châu Âu, ngày nay là UEFA Champions League. Đây là trận đấu giữa FC Bayern München của Đức và AS Saint-Étienne của Pháp trên sân Hampden Park, Glasgow, Scotland vào ngày 12 tháng 5 năm 1976. Bayern München lần thứ ba liên tiếp giành Cúp C1 châu Âu với chiến thắng 1-0.

## Chi tiết trận đấu
| Bayern München | 1–0 | Saint-Étienne |
| -------------- | --- | ------------- |
| Roth 57'       |     |               |

| Bayern München | Saint-Étienne |

| FC BAYERN MÜNCHEN: |    |                          |  |
|                    |    |                          |  |
| TM                 | 1  | Sepp Maier               |  |
| HV                 | 2  | Johnny Hansen            |  |
| HV                 | 3  | Hans-Georg Schwarzenbeck |  |
| HV                 | 4  | Franz Beckenbauer (ĐT)   |  |
| HV                 | 5  | Udo Horsmann             |  |
| TV                 | 6  | Bernd Dürnberger         |  |
| TV                 | 7  | Franz Roth               |  |
| TV                 | 8  | Jupp Kapellmann          |  |
| TĐ                 | 9  | Karl-Heinz Rummenigge    |  |
| TĐ                 | 10 | Gerd Müller              |  |
| TĐ                 | 11 | Uli Hoeneß               |  |
| Dự bị:             |    |                          |  |
| TM                 |    | Hugo Robl                |  |
| Huấn luyện viên:   |    |                          |  |
| Dettmar Cramer     |    |                          |  |

| AS SAINT-ÉTIENNE: |    |                         |  |     |
|                   |    |                         |  |     |
| TM                | 1  | Ivan Ćurković           |  |     |
| HV                | 2  | Pierre Repellini        |  |     |
| HV                | 3  | Oswaldo Piazza          |  |     |
| HV                | 4  | Christian Lopez         |  |     |
| HV                | 5  | Gérard Janvion          |  |     |
| TV                | 6  | Dominique Bathenay      |  |     |
| TV                | 7  | Jacques Santini         |  |     |
| TV                | 8  | Jean-Michel Larqué (ĐT) |  |     |
| TV                | 9  | Patrick Revelli         |  |     |
| TĐ                | 10 | Hervé Revelli           |  |     |
| TĐ                | 11 | Christian Sarramagna    |  | 63' |
| Dự bị:            |    |                         |  |     |
| TM                | 13 | Jean Castaneda          |  |     |
| TĐ                | 12 | Dominique Rocheteau     |  | 63' |
| Huấn luyện viên:  |    |                         |  |     |
| Robert Herbin     |    |                         |  |     |